# Sonata per pianoforte n. 2 (Brahms)
La Sonata per pianoforte n. 2, op. 2, è una composizione di Johannes Brahms.

## Storia
Brahms compose la sonata ad Amburgo nel 1852 e la fece pubblicare nel 1854. Benché si trattasse della sua seconda opera pubblicata, in realtà fu composta prima della Sonata per pianoforte n. 1 in do maggiore; fu pubblicata successivamente perché Brahms, conoscendo la particolare importanza che in genere è attribuita ad una pubblicazione d'esordio, preferì dare la precedenza alla sonata in do maggiore in quanto la riteneva di migliore qualità. Le due sonate furono congiuntamente spedite all'editore Breitkopf & Härtel, accompagnate da una lettera di raccomandazione da parte di Robert Schumann. La Sonata n. 2 è dedicata a Clara Schumann.

## Analisi
La Sonata è in quattro movimenti:
- Allegro non troppo, ma energico (fa diesis minore);
- Andante con espressione (si minore);
- Scherzo: Allegro -- Poco più moderato (si minore - re maggiore - si minore);
- Finale: Sostenuto -- Allegro non troppo e rubato -- Molto sostenuto (fa diesis minore, termina in fa diesis maggiore).

Il primo movimento è in forma sonata. Il secondo movimento è un tema con variazioni, basato sul minnesang "Mir ist leide." Come nel corrispondente tempo della Sonata n. 1, le variazioni prendono avvio dal modo minore per poi spostarsi alla parallela tonalità maggiore. Il terzo movimento è uno scherzo, con relativo trio; il tema iniziale è pressoché identico a quello del secondo movimento. Il finale inizia con una breve introduzione in la maggiore; il tema principale di tale introduzione funge anche da primo tema di questo movimento, che è in forma sonata con ripetizione dell'esposizione. La coda del finale, in pianissimo e da suonare col pedale una corda, espande alcuni materiali dell'introduzione al movimento.

## Interpretazioni
Come per la Sonata n. 1, anche per la Sonata n. 2 si segnalano l'interpretazione di Julius Katchen (facente parte della sua fondamentale edizione integrale delle composizioni di Brahms per pianoforte solo) e quella di Svjatoslav Richter. Fra le incisioni moderne, degna di nota quella del pianista britannico Jonathan Plowright.